# Merel Witteveen
Merel Witteveen (Leida, 12 de maio de 1985) é uma velejadora neerlandesa, medalhista olímpica. Ela competiu nos Jogos Olímpicos de Verão de 2008 na classe Yngling e conquistou a medalha de prata, tendo totalizado 33 pontos nas onze regatas disputadas, ao lado de Mandy Mulder e Annemieke Bes.
Witteveen começou a velejar em 1995 e compete a nível internacional desde 1999 onde começou no Optimist. Após o Campeonato Europeu em Atenas, ela mudou para a classe Europe. Witteveen ganhou a medalha de prata no Campeonato Europeu Júnior de 2003. Devido a uma lesão no joelho no final de 2005, ela não pôde velejar na temporada seguinte. Contudo, em 2006 tornou-se bacharel em Física e Astronomia pela Universidade de Amsterdã.